# Man Vrouw Maatschappij
Man Vrouw Maatschappij (MVM) was een Nederlandse feministische organisatie (1968-1988).

## Historiek
In navolging van haar artikel Het onbehagen bij de vrouw uit november 1967 lanceerde Joke Smit met Hedy d'Ancona het initiatief Vrouwen 2000. Deze oproep tot meer vrouwenemancipatie vond niet alleen bij vrouwen gehoor en werd herdoopt tot Man Vrouw Maatschappij. Op 26 oktober 1968 werd de vereniging officieel opgericht met Smit als voorzitster en d'Ancona als vicevoorzitster. Op 24 maart 1969 werd koninklijke goedkeuring verleend aan de Vereniging Aktiegroep Man Vrouw Maatschappij.
MVM maakte deel uit van de tweede feministische golf en zette volop in op beleidsverandering. Hiertoe werden werkgroepen opgezet rond onderwijs, deeltijd, betaling van werkende moeders, kinderopvang, gezinsplanning en politieke partijen. die acties en campagnes organiseerden zoals:
- Op de vrouw af: een nationale actie op 9 en 10 november 1970 in samenwerking met Dolle Mina en de Nederlandse Vereniging voor Seksuele Hervorming om meer bekendheid te geven aan het bestaan van emancipatiebewegingen.[3] MVM probeerde aandacht te trekken voor het belang van betaald werk voor vrouwen, het gebrek aan goede parttime banen en de positie van ongehuwde en alleenstaande moeders.[1]
- Marie, word wijzer!: werkgroep sinds 1971 met oog op een verbetering van de positie van meisjes in het onderwijs.[4] Meisjes verlieten het onderwijs veelal eerder dan jongens, waardoor ze een achterstand hadden op de arbeidsmarkt. 'Marie' symboliseerde het Nederlandse schoolmeisje dat gestimuleerd diende om door te leren.[1]

De werkgroepen gingen vooral veel lobbyen bij de overheid. Beleidsdoelen waren onder andere: meer parttime werk, schooltijden en vakantietijden gelijktrekken, meer crèches, overblijfmogelijkheden op scholen, gelijke belasting voor mannen en vrouwen, werkloosheidsuitkering voor getrouwde vrouwen en gelijke kansen in het onderwijs voor jongens en meisjes. MVM zag vrouwenemancipatie als een gezamenlijke strijd van mannen en vrouwen. Het officiële doel van de vereniging luidde dus ook: de gelijke ontplooiingskansen van mannen en vrouwen in de maatschappij bevorderen. Mannen werden actief betrokken omdat de vereniging geloofde dat ook mannen moesten veranderen om de maatschappelijke problemen op te lossen. Van de leden was ongeveer 10 à 15% man, maar van de actieve leden was dat nog minder.
In de jaren 70 won het radicaal feminisme aan populariteit met ludieke acties van Dolle Mina of Paarse September rond een specifiek thema. MVM was meer gematigd en werkte meer achter de schermen, maar door de invloed van het radicalisme werd de rol van de man binnen de vereniging controversieel. Vanaf 1973 kwam er een bestuur zonder voorzitster en ook zonder enige man, waarna onder meer d'Ancona en Wim Hora Adema de organisatie verlieten.
In 1974 werd MVM-nieuws, de nieuwsbrief van de vereniging, uitgebreid met een bijlage die zou groeien tot het (online)tijdschrift LOVER.
In 1976 ging de werkgroep Willem word wakker van start die zich richtte op de rol van de man in de maatschappij met oog op een verandering van de traditionele mannelijke genderrol. De werkgroep werd opgeheven in 1982.
Op 27 februari 1988 werd besloten om de actiegroep op te heffen, waarna de vereniging op 19 oktober 1988 officieel werd opgeheven. De vereniging gaf het emancipatiewerk door aan andere organisaties.